# The Young & the Hopeless
The Young & the Hopeless è un singolo dei Good Charlotte, uscito il 8 Settembre 2003 estratto dall'album omonimo.

## Video musicale
Il video è stato diretto da Sam Erickson.

## Tracce
1. The Young & the Hopeless – 3:32